# 김호유
김호유(한국 한자: 金浩猷, 1981년 2월 19일 ~ )는 대한민국의 전 축구 선수이자 현 축구 지도자로 현역 시절 포지션은 수비수였으며 현재 울산 현대 U-15 유소년팀의 감독으로 재직 중이다.

## 선수 경력

### 클럽
2003년 전남 드래곤즈에서 프로 생활을 시작한 이후 2006년까지 34경기 2골을 기록하며 FA컵 2003 준우승, FA컵 2006 우승 등을 경험한 뒤 2007년 제주 유나이티드로 이적하여 리그 14경기를 소화했다.
이후 2008년 내셔널리그의 울산 현대미포조선 돌고래로 이적한 뒤 2014년까지 팀의 주축 수비수로 통산 134경기 19골을 터뜨리며 내셔널리그 4회 우승, 내셔널축구선수권대회 1회 우승 및 2회 준우승, 2008년 대통령배 전국축구대회 우승 등의 화려한 성과들을 거두었으며 특히 내셔널리그 2013에서는 23경기 4골 2어시스트로 팀의 통산 4번째 리그 우승을 이끈 공로를 인정받아 리그 최우수선수상에 선정되는 영예를 안았다.

### 국가대표팀
2009년 동아시아 경기 대회에 내셔널리그 선발팀(대한민국 B팀)의 일원으로 참가하여 팀의 동메달 획득에 이바지했다.

## 지도자 경력
선수 은퇴 후 울산 현대 U-15팀의 코치를 맡아 2016년 울산광역시장기 중등 축구 대회 우승을 이끈 공로를 인정받아 U-15 대회 지도자상을 수상했고 이후 울산 현대 U-12팀의 코치를 맡아 2019년 금석배 전국 초등학생 축구 대회 우승을 이끌며 박창주 감독과 함께 최우수 지도자상에 이름을 올렸다.2023년 울산현대 U-15 울산현대중 감독을 맡았으며 부임 첫 해, 울산현대 구단 역사상 최초로 K리그유스 챔피언십 우승을 달성했다. 이후 각종 전국 대회에서 좋은 모습을 보이고 있으며 가장 최근 성적으로는 2024 K리그유스챔피언십 저학년 대회를 우승으로 이끈 바 있다

## 출신 학교
- 묵호초등학교
- 황지중학교
- 강릉중앙고등학교
- 성균관대학교